# Scraptia bifoveolata
Scraptia bifoveolata là một loài bọ cánh cứng trong họ Scraptiidae. Loài này được Küster miêu tả khoa học năm 1853.